# Suche (województwo małopolskie)
Suche – wieś podhalańska w Polsce położona w województwie małopolskim, w powiecie tatrzańskim, w gminie Poronin.
| SIMC    | Nazwa      | Rodzaj     |
| ------- | ---------- | ---------- |
| 1053263 | Cipki      | część wsi  |
| 1053375 | Lachy      | część wsi  |
| 0468878 | Rafaczówki | przysiółek |

W latach 1975–1998 miejscowość położona była w województwie nowosądeckim.